# Carex peiktusanii
Carex peiktusanii är en halvgräsart som beskrevs av Vladimir Leontjevitj Komarov. Carex peiktusanii ingår i släktet starrar, och familjen halvgräs. Inga underarter finns listade i Catalogue of Life.